# Биг Крик (Западна Вирџинија)
Биг Крик (енгл. Big Creek) насељено је место без административног статуса у америчкој савезној држави Западна Вирџинија.

## Демографија
По попису из 2010. године број становника је 237.
| Група             | 2000.    | 2010.       |
| Белци             | 0 (0,0%) | 227 (95,8%) |
| Афроамериканци    | 0 (0,0%) | 2 (0,8%)    |
| Азијати           | 0 (0,0%) | 0 (0,0%)    |
| Хиспаноамериканци | 0 (0,0%) | 8 (3,4%)    |
| Укупно            | 0        | 237         |